# Saraca indica
Espèce
Classification phylogénétique
Saraca indica est une espèce de plantes à fleurs dicotylédones de la famille des Fabaceae, sous-famille des Caesalpinioideae. C'est un arbre originaire de l'Asie du Sud-Est.

## Description
C'est un arbre aux feuilles composées pennées et aux fleurs apétales, au calice tubulaire à quatre lobes rouge-orangé, groupées en panicules corymbeuses.

## Taxinomie

### Synonymes
Selon The Plant List (10 novembre 2018) :
- Jonesia asoca sensu auct.
- Jonesia minor Zoll. & Moritzi
- Saraca arborescens Burm.f.
- Saraca bijuga Prain
- Saraca harmandiana Pierre
- Saraca indica var. bijuga (Prain) Gagnep.
- Saraca kunstleri Prain
- Saraca lobbiana Baker
- Saraca minor (Zoll. & Moritzi) Miq.
- Saraca pierreana Craib
- Saraca zollingeriana sensu Prain,  non Miq.

### Liste des variétés
Selon Tropicos (10 novembre 2018) (Attention liste brute contenant possiblement des synonymes) :
- Saraca indica var. bijuga Gagnep.
- Saraca indica var. zollingeriana Gagnep.

## Galerie

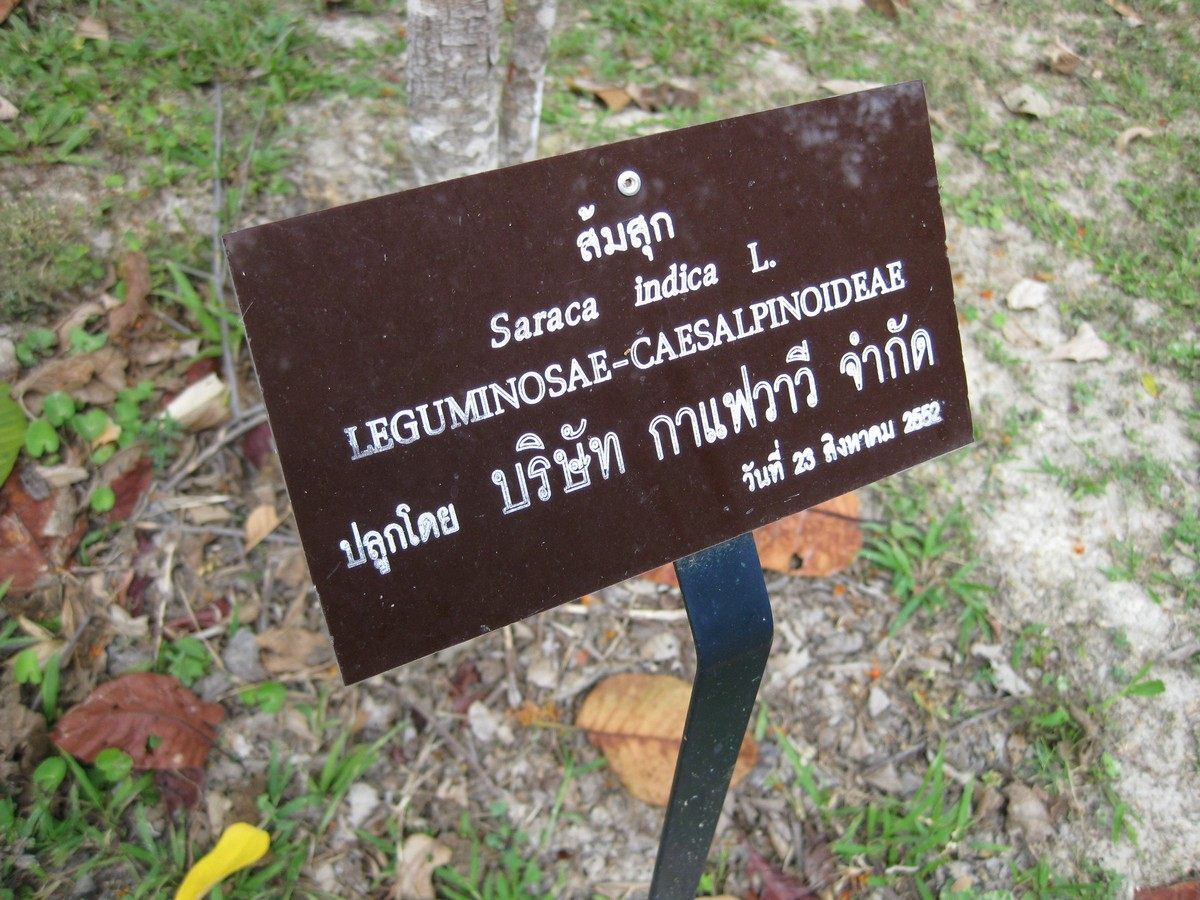
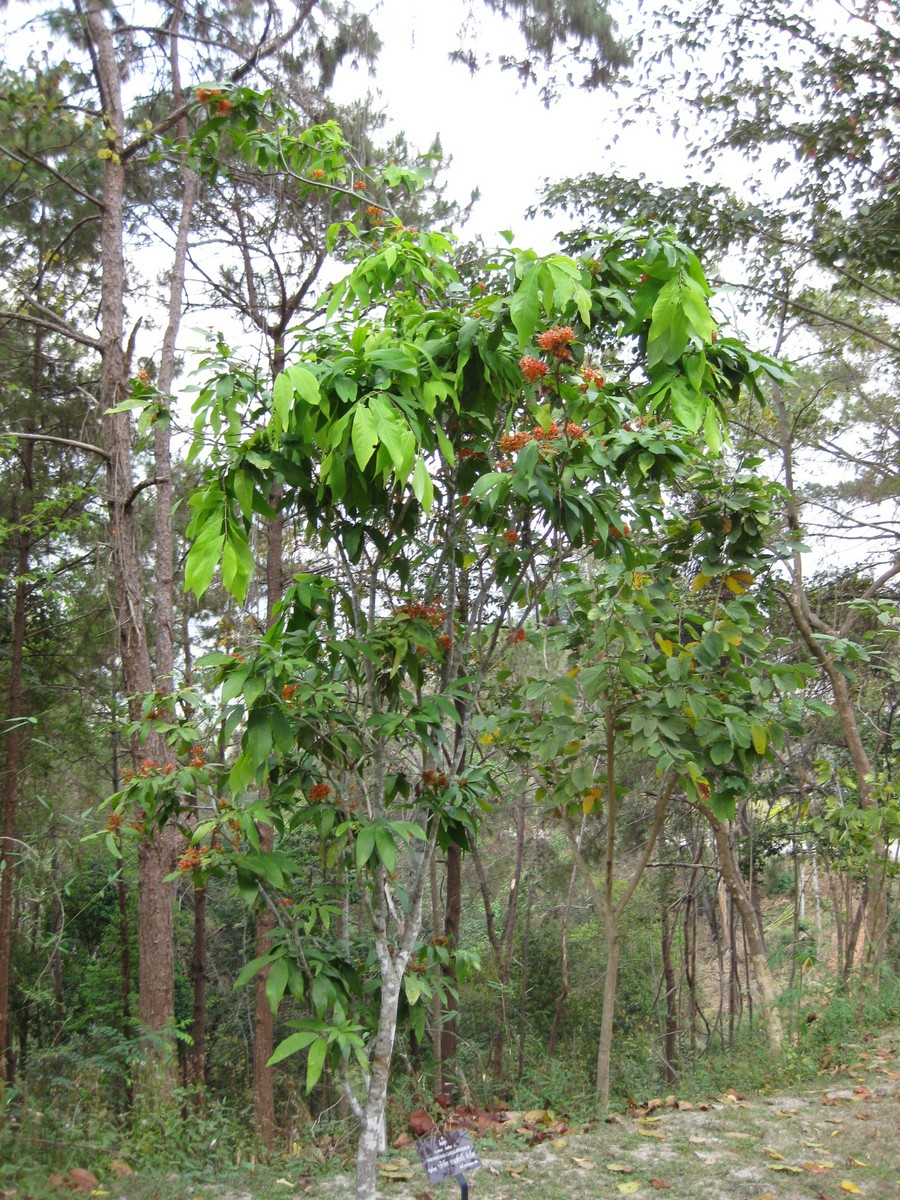
Saraca indica, au Jardin botanique de la reine Sirikit, en Thaïlande.
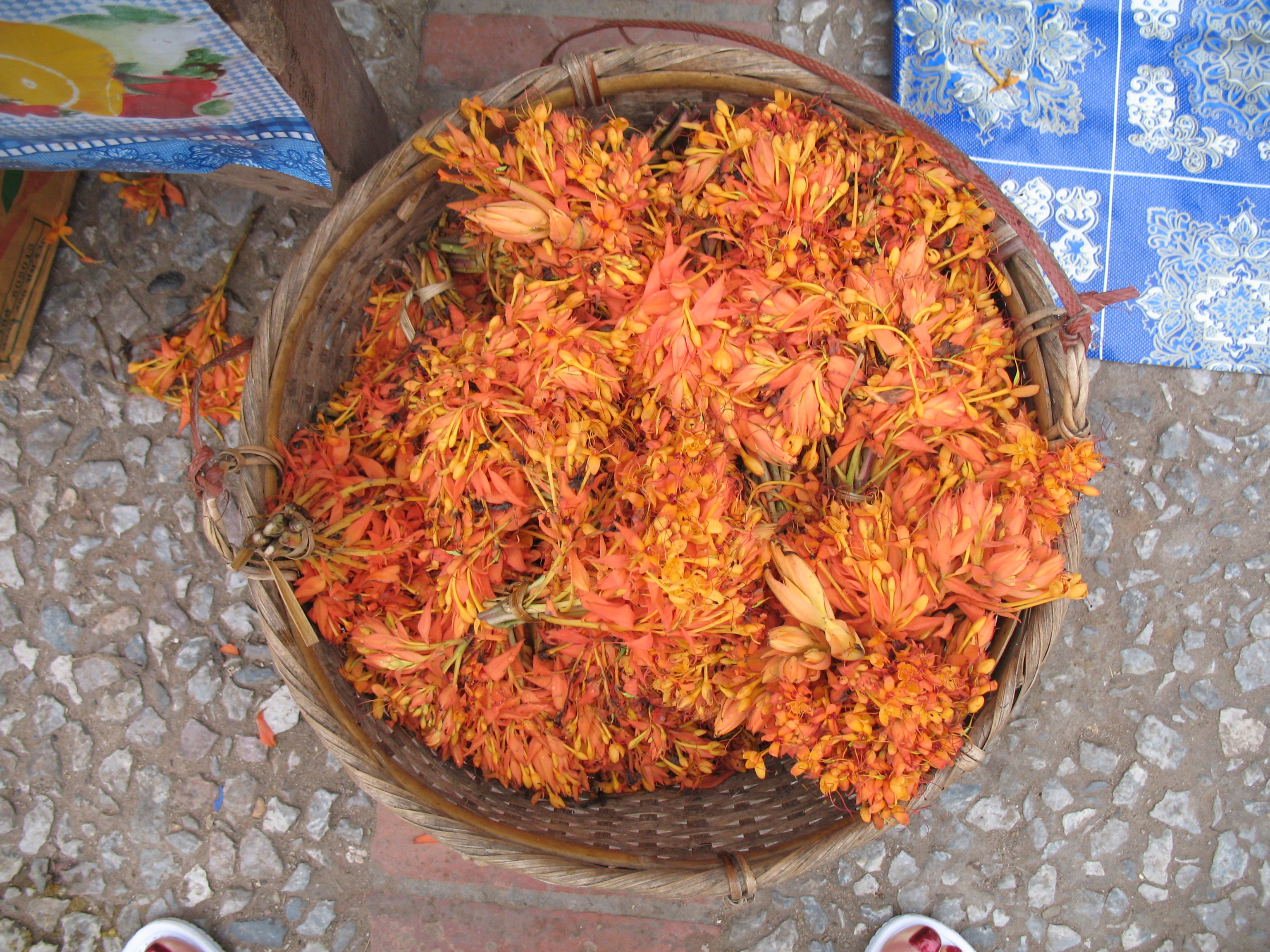
Saraca indica, fleurs vendues au marché pour être cuisinées, au Laos.

## Répartition géographique
Cet arbre, originaire d'Asie tropicale, se trouve dans les forêts d'Asie du Sud-Est, de l'Indochine à la Malaisie
Il pousse aux côtés d'autres espèces qui lui sont proches. Sa présence est notamment attestée au Laos, dans les monastères de Luang Prabang.

## Croyances
Cet arbre est considéré comme sacré par les populations des pays bouddhistes, car le Bouddha serait né à Lumbini sous un arbre Ashoka. 
L'arbre est également mentionné dans l'épopée du Ramayana. 